# Tranzitul lui Deimos de pe Marte

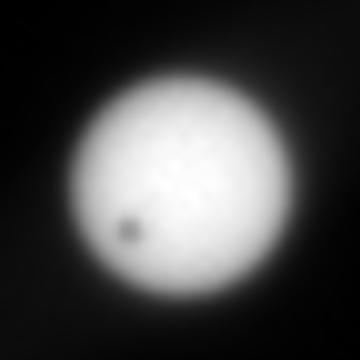
Deimos tranzitează Soarele, așa cum este văzut de roverul marțianOpportunity (4 martie 2004).

Un tranzit al lui Deimos peste Soare, așa cum este văzut de pe Marte, are loc atunci când Deimos trece direct între Soare și un punct de pe suprafața lui Marte, ascunzând o mică parte a discului Soarelui pentru un observator de pe Marte. În timpul unui tranzit, Deimos poate fi văzut de pe Marte ca o mică pată întunecată care se mișcă rapid pe fața Soarelui.
Evenimentul ar putea fi numit și ca o eclipsă parțială de Soare creată de Deimos. Cu toate acestea, deoarece diametrul unghiular al lui Deimos este doar aproximativ 1/10 din diametrul unghiular al Soarelui văzut de pe Marte, este mai natural să ne referim la el ca un tranzit. Diametrul unghiular al lui Deimos este de numai 2½ ori mai mare decât diametrul unghiular al lui Venus văzut de pe Pământ în timpul unui tranzit al lui Venus de pe Pământ.

## Tranzit
Un tranzit al lui Deimos de pe Marte durează maxim aproximativ două minute, datorită perioadei sale orbitale relativ rapide de aproximativ 30,3 ore.
Deoarece îl orbitează pe Marte pe orbite ecuatoriale cu înclinații scăzute, umbrele lui Phobos sau Deimos proiectate pe suprafața lui Marte prezintă o variație sezonieră a latitudinii. În orice locație geografică dată de pe suprafața lui Marte, există două intervale într-un an marțian când umbrele lui Phobos sau Deimos trec prin latitudinea sa. În timpul fiecărui astfel de interval, niciunul sau un tranzit al Deimos nu poate fi văzut de observatori în acea locație geografică (comparativ cu aproximativ șase tranzite ale lui Phobos).
Umbra cade întotdeauna pe „emisfera cu iarnă”, cu excepția cazului în care traversează ecuatorul în timpul echinocțiului de primăvară și toamnă. Astfel, tranzitele lui Deimos au loc în timpul toamnei și iernii marțiane în emisfera nordică și în emisfera sudică, aproximativ simetric în jurul solstițiului de iarnă. Aproape de ecuator se întâmplă în jurul echinocțiilor; mai departe de ecuator se întâmplă mai aproape de solstițiul de iarnă.
Deoarece orbitează relativ aproape de Marte, Deimos nu poate fi văzut la nord de 82,7°N sau la sud de 82,7°S; în mod evident nici astfel de latitudini nu vor vedea tranzite.

Pe 4 martie 2004, un tranzit a fost fotografiat de roverul marțian Opportunity, în timp ce pe 13 martie 2004, un tranzit a fost fotografiat de roverul marțian Spirit. În descrierile de mai jos, primul rând arată ora Pământului UTC, iar al doilea rând arată ora solară locală pe Marte.
|                   |                   |                   |                   |
| 03:03:43 10:28:17 | 03:03:53 10:28:27 | 03:04:03 10:28:36 | 03:04:13 10:28:46 |

|                   |                   |                   |                   |                   |                   |                   |                   |
| 00:04:27 13:54:11 | 00:04:37 13:54:20 | 00:04:47 13:54:30 | 00:04:57 13:54:40 | 00:05:07 13:54:50 | 00:05:17 13:54:59 | 00:05:27 13:55:09 | 00:05:37 13:55:19 |

|          |          |          |          |          |          |          |          |          |          |          |
| 15:58:19 | 15:58:29 | 15:58:39 | 15:58:49 | 15:58:59 | 15:59:09 | 15:59:19 | 15:59:29 | 15:59:39 | 15:59:49 | 15:59:59 |

Datele din tabelele de mai jos sunt generate folosind JPL Horizons. Există o discrepanță de un minut sau două cu timpii raportați pentru seria de imagini de mai sus. Acest lucru se poate datora impreciziei datelor efemeridelor utilizate de JPL Horizons; de asemenea, datele JPL Horizons oferă ora solară aparentă locală, în timp ce orele raportate mai sus sunt probabil o formă de timp solar mediu (și, prin urmare, o parte din discrepanța s-ar datora echivalentului marțian al ecuației timpului).
Notă: datele de mai jos sunt valabile pentru locurile de aterizare originale. În măsura în care roverele s-au deplasat pe suprafață, parametrii tranzitelor observați de fapt pot fi ușor diferiți.
Observațiile ratate la limită sunt cu caractere cursive.
| Tranzitele lui Deimos de la locul de aterizare alroverului marțian Spirit | Tranzitele lui Deimos de la locul de aterizare alroverului marțian Spirit | Tranzitele lui Deimos de la locul de aterizare alroverului marțian Spirit | Tranzitele lui Deimos de la locul de aterizare alroverului marțian Spirit | Tranzitele lui Deimos de la locul de aterizare alroverului marțian Spirit | Tranzitele lui Deimos de la locul de aterizare alroverului marțian Spirit |
| Durată Ora Pământului (UTC)                                               | Durată (ora solară locală)                                                | Separ. minim.                                                             | Diam. ung. Deimos                                                         | Diam. ung. Soare                                                          | Alt. Soare                                                                |
| ------------------------------------------------------------------------- | ------------------------------------------------------------------------- | ------------------------------------------------------------------------- | ------------------------------------------------------------------------- | ------------------------------------------------------------------------- | ------------------------------------------------------------------------- |
| 24 aprilie 2003 03:05:36                                                  | 10 12 59                                                                  | 888,8"                                                                    | 151,0"                                                                    | 1296,4"                                                                   | 58,3°                                                                     |
| 25 aprilie 2003 (10:22:29 – 10:24:25)                                     | 16 39 46 – 16 41 39                                                       | 248,4"                                                                    | 139,6"                                                                    | 1297,8"                                                                   | 18,5°                                                                     |
| 13 martie 2004 (00:05:06 – 00:06:35)                                      | 13 56 12 – 13 57 39                                                       | 458,6"                                                                    | 150,6"                                                                    | 1225,0"                                                                   | 56,8°                                                                     |
| 9 martie 2005 (15:54:16 – 15:56:14)                                       | 14 49 07 – 14 51 02                                                       | 261,4"                                                                    | 147,6"                                                                    | 1294,5"                                                                   | 44,3°                                                                     |
| 26 ianuarie 2006 05:28:45                                                 | 11 57 05                                                                  | 1509,5"                                                                   | 153,4"                                                                    | 1227,9"                                                                   | 74,0°                                                                     |
| 22 ianuarie 2007 21:19:39                                                 | 12 52 10                                                                  | 982,8"                                                                    | 152,6"                                                                    | 1291,6"                                                                   | 67,8°                                                                     |
| 12 decembrie 2007 18:10:49                                                | 16 26 33                                                                  | 850,0"                                                                    | 140,9"                                                                    | 1229,2"                                                                   | 22,3°                                                                     |

| Tranzitele lui Deimos de la locul de aterizare alroverului marțian Opportunity | Tranzitele lui Deimos de la locul de aterizare alroverului marțian Opportunity | Tranzitele lui Deimos de la locul de aterizare alroverului marțian Opportunity | Tranzitele lui Deimos de la locul de aterizare alroverului marțian Opportunity | Tranzitele lui Deimos de la locul de aterizare alroverului marțian Opportunity | Tranzitele lui Deimos de la locul de aterizare alroverului marțian Opportunity |
| Durată Ora Pământului (UTC)                                                    | Durată (ora solară locală)                                                     | Separ. minim.                                                                  | Diam. ung. Deimos                                                              | Diam. ung. Soare                                                               | Alt. Soare                                                                     |
| ------------------------------------------------------------------------------ | ------------------------------------------------------------------------------ | ------------------------------------------------------------------------------ | ------------------------------------------------------------------------------ | ------------------------------------------------------------------------------ | ------------------------------------------------------------------------------ |
| 30 mai 2003 (00:06:57 – 00:09:04)                                              | 13 28 59 – 13 31 02                                                            | 95,8"                                                                          | 152,5"                                                                         | 1306,3"                                                                        | 67,3°                                                                          |
| 4 martie 2004 (03:03:52 – 03:05:06)                                            | 10 30 14 – 10 31 25                                                            | 550,0"                                                                         | 152,6"                                                                         | 1233,6"                                                                        | 67,6°                                                                          |
| 5 martie 2004 10:21:52                                                         | 16 58 21                                                                       | 1041,5"                                                                        | 138,6"                                                                         | 1232,3"                                                                        | 15,4°                                                                          |
| 17 martie 2005 05:28:44                                                        | 11 28 40                                                                       | 1041,8"                                                                        | 154,0"                                                                         | 1303,0"                                                                        | 81,6°                                                                          |
| 18 martie 2005 (12:36:42 – 12:38:43)                                           | 17 46 46 – 17 48 43                                                            | 89,6"                                                                          | 134,3"                                                                         | 1304,4"                                                                        | 3,0°                                                                           |
| 18 ianuarie 2006 (15:54:26 – 15:56:21)                                         | 15 08 00 – 15 09 52                                                            | 198,4"                                                                         | 147,2"                                                                         | 1235,3"                                                                        | 42,7°                                                                          |
| 31 ianuarie 2007 18:15:01                                                      | 16 02 28                                                                       | 824,8"                                                                         | 143,2"                                                                         | 1301,4"                                                                        | 29,3°                                                                          |
| 3 decembrie 2007 21:20:36                                                      | 13 11 25                                                                       | 739,0"                                                                         | 153,1"                                                                         | 1238,0"                                                                        | 72,1°                                                                          |

5 Martie, 2024: NASA a lansat imagini cu tranzitele sateliților Deimos și Phobos și ale planetei Mercur, așa cum sunt văzute de rover-ul Perseverance de pe planeta Marte.

## Observația lui InSight
O curbă de lumină al tranzitului lui Deimos a fost obținută  în 2020 utilizând curenții tabloului solar măsurați de landerul InSight. Scăderea luminii a fost de aproximativ 0,9% (posibil mai mică decât obstrucția geometrică prezisă de 1% din cauza împrăștierii luminii de către praful atmosferic în afara umbrei). Tranzitul a durat între 116 și 124 de secunde.

## Vezi si
- Eclipse de soare pe Marte
- Tranzitul Pământului de pe Marte
- Tranzitul lui Mercur de pe Marte
- Tranzitul lui Phobos de pe Marte